# Amtsgericht Villingen-Schwenningen
Das Amtsgericht Villingen-Schwenningen ist ein Gericht der ordentlichen Gerichtsbarkeit und eines von insgesamt sieben Amtsgerichten im Bezirk des Landgerichts Konstanz.

## Gerichtssitz und -bezirk

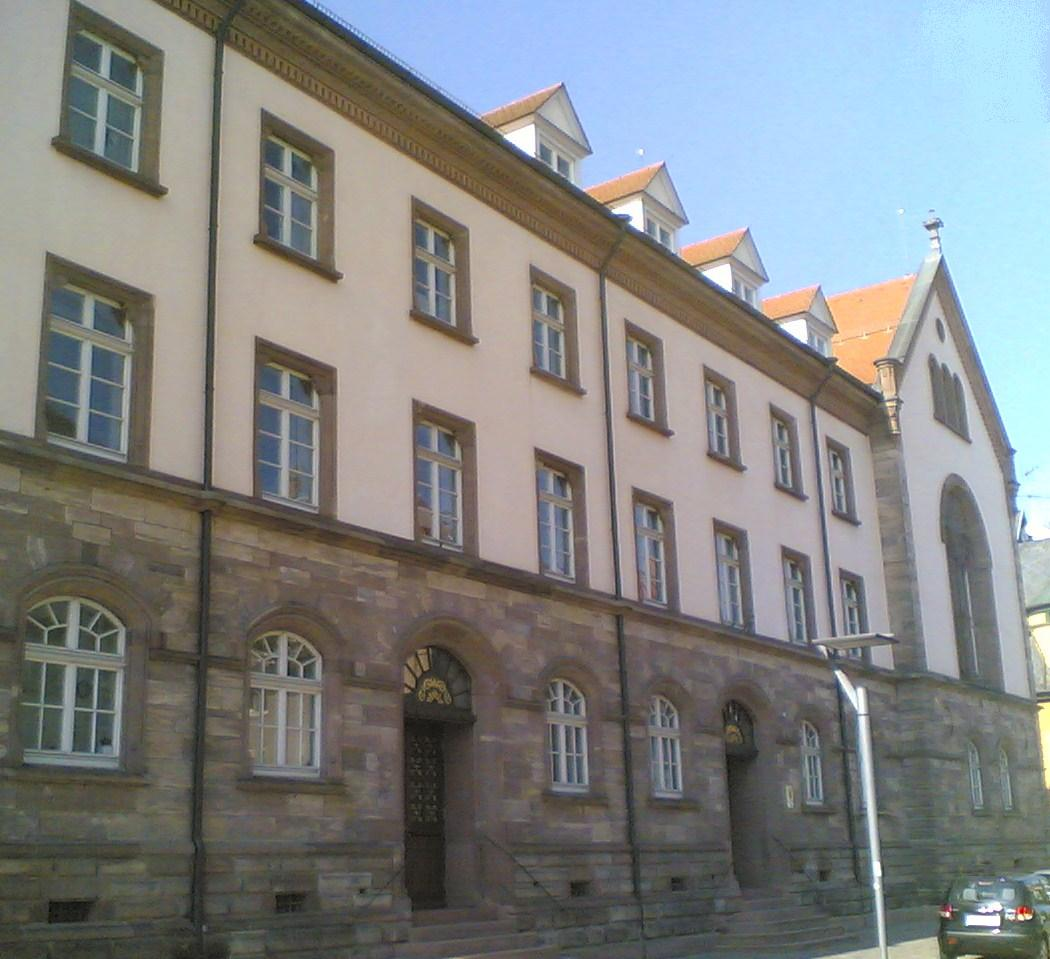
Hauptgebäude des Amtsgerichts Villingen-Schwenningen

Gerichtssitz ist Villingen-Schwenningen. Der Gerichtsbezirk des Amtsgerichts Villingen-Schwenningen umfasst die Städte und Gemeinden Bad Dürrheim, Brigachtal, Dauchingen, Königsfeld im Schwarzwald, Mönchweiler, Niedereschach, St. Georgen im Schwarzwald, Schönwald im Schwarzwald, Schonach im Schwarzwald, Triberg im Schwarzwald, Tuningen, Unterkirnach und Villingen-Schwenningen.

## Gebäude
Das Amtsgericht Villingen-Schwenningen liegt am Rande der Altstadt von Villingen, dort, wo früher das Niedere Tor stand, in der Niederen Straße 94 (Hauptgebäude). Das Hauptgebäude steht unter Denkmalschutz. 
Das Amtsgericht hat Nebengebäude in der Kronengasse 14 (Zivilabteilungen und Familienabteilungen), der Schwenninger Str. 2 (Betreuungsabteilung und Nachlassgericht) sowie in der Carlo-Schmid-Str. 7/9 (Grundbuchamt) und am Niederen Tor 3 (Außenstelle der Staatsanwaltschaft und des Landgerichts Konstanz).

## Übergeordnete Gerichte
Dem Amtsgericht Villingen-Schwenningen ist das Landgericht Konstanz als nächsthöhere Instanz übergeordnet, in Familiensachen das Oberlandesgericht Karlsruhe.